# RepRisk
 (août 2023).
Si vous disposez d'ouvrages ou d'articles de référence ou si vous connaissez des sites web de qualité traitant du thème abordé ici, merci de compléter l'article en donnant les références utiles à sa vérifiabilité et en les liant à la section « Notes et références ».
RepRisk AG est une société spécialisée dans les sciences des données environnementales, sociales et de gouvernance d'entreprise (ESG) fondée à Zurich, en Suisse en 1988. Elle gère une base de données accessible en ligne sur la vulnérabilité liée aux thèmes ESG des entreprises, projets, secteurs d'activité et pays comme les dégradations environnementales, les violations de droits de l'homme et la corruption.
[à développer]